# Oosthaven 52 (Gouda)
Het pand aan de Oosthaven 52 is een voormalige patriciërswoning aan Oosthaven te Gouda. Het pand werd in de periode van 1890 tot 1976 gebruikt als verzorgingshuis voor bejaarde vrouwen.

## Geschiedenis
In de 18e eeuw werd het pand bewoond door de Goudse burgemeester mr. Hieronymus Goudanus Snels. Halverwege de 18e eeuw werd het huis het woonhuis van de ouders van de Goudse patriot De Lange van Wijngaarden, mr. Bonaventura de Lange en Quirina Jacoba van Gelre. De entree bevindt zich in het risaliet rechts van het midden in de voorgevel. Boven de entree zijn de vensters op de verdiepingen voorzien van barokke versieringen in de Lodewijk XIV-stijl. Dezelfde versieringen zijn aangebracht in de kroonlijst, die voorzien zijn van geornamenteerde consoless. De deur dateert uit omstreeks 1800. Op het eind van de 19e eeuw kwam het pand in het bezit van de Henriëtta Hoffmanstichting. Uit het legaat van de filantrope Henriëtta Hoffman werd de vestiging van een verpleeg- en verzorgingstehuis voor alleenstaande dames in het door haar nagelaten pand bekostigd. De Goudse architect Dessing kreeg de opdracht om het gebouw hiervoor geschikt te maken. Na de Tweede Wereldoorlog veranderde de inzichten op het gebied van de ouderenzorg. In 1972 werd de exploitatie van het verzorgingshuis beëindigd. In 1976 werd het pand verkocht. Na die tijd is het gebouw onder meer gebruikt door de Stichting Logopedische Opleidingen en door een bankiersfirma.
In 1966 werd het pand erkend als rijksmonument en op de monumentenlijst geplaatst.